# 校服
校服是指學校的制服，在中學和小學十分普遍，也可見於大學、社區學院和幼稚園或其他層級的學校裡，一般而言會按照性別、季節、年級等分為許多款式。不同國家和不同的學校的校服款式可能有很大的差別，一些學校甚至可能會對髮型做出管理，而對髮型的要求即所謂的「髮禁」。特定性別制服一直爭議的焦點，有的學校允許女學生可選擇褲子或裙子。多数地方要求学生上运动堂时穿着运动服，运动服因地而异。校服上通常有校徽，使得校服影響到學校的形象。
引進校服可能對學生的學業表現和行為有正面影響，盡管有些研究認為制服無助改善學生的課業和行為表現，但也有相當數量的研究顯示，引進學校制服有助改善學生整體的課業和行為表現。；比起沒有制服的學校，有制服的學校的老師所感受的校園幫派活動較少，反之比起有制服的學校，沒有制服的學校的學生有較高的自我知覺。
即使是沒有制服的學校，也往往會對學生的服裝做出一定的規範，許多沒有明定學校制服的學校的服裝指引列明規定，包含透视装、露臍上衣、鼓吹吸煙或酗酒的衣服以及印有對其他同學甚至家長的惡意批評之服裝屬於違禁，任何學生均不能穿著。而校服指引則是對學生在不同場合該穿著甚麼服裝的規定。

## 世界各地和各時期的校服

### 清末民初

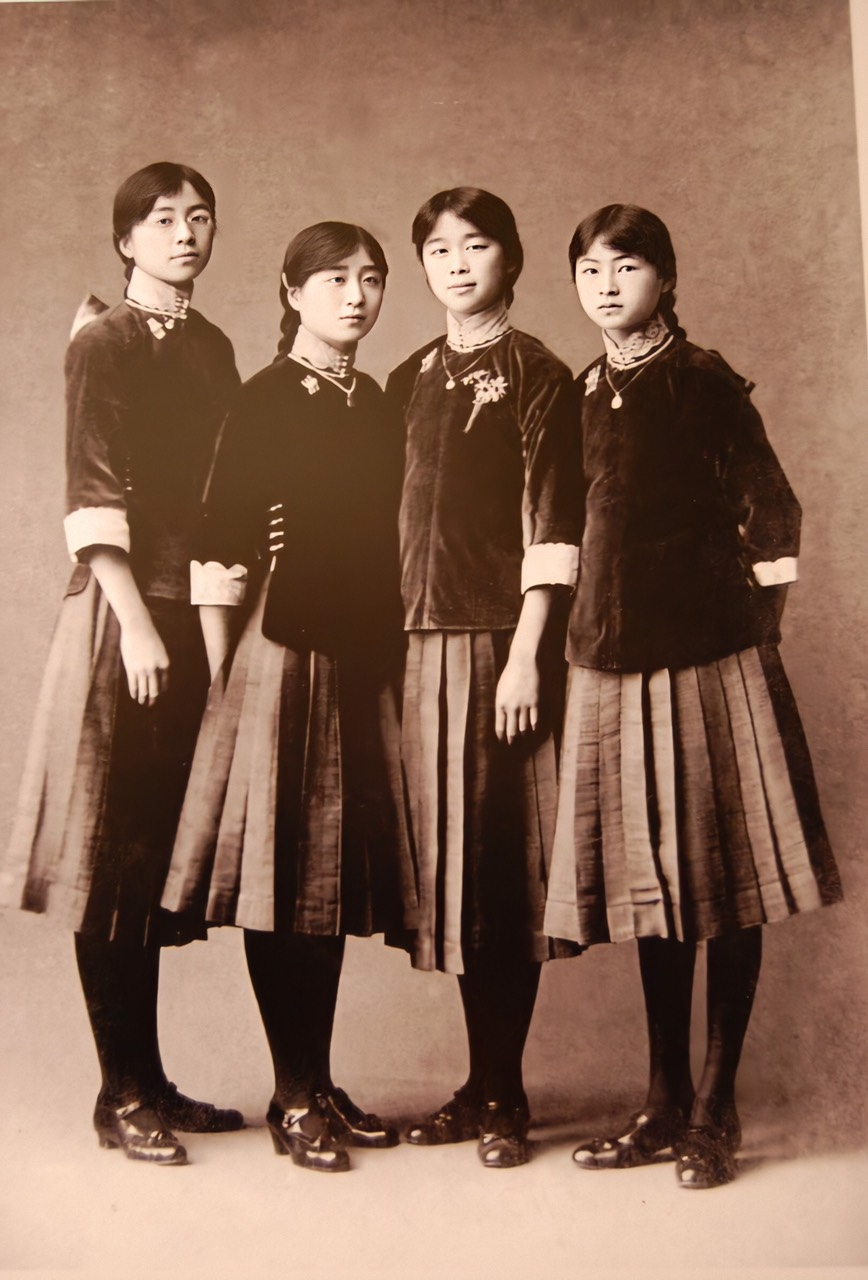
民国时期的校服

校服在中国的历史可追溯至清末，后以民国风盛行。當時有融合漢服風。
民国时期，男生為中山裝，女生上半部類似旗袍的小襖、下半部為百褶裙。

### 中國大陸
中國大陸的部分公立小学、初中、高中规定學生必须每日穿着校服（有的学校只有星期一穿着），在非沿海地区款式基本上以运动服为主，而在少部分沿海城市会配发制服（例如深圳各中小学），这些沿海城市往往因此产生了各种多样的校服次文化。许多学校的夏季短袖校服为Polo衫款式。在一些正式场合，少先队员往往需要佩戴紅領巾。校方往往认为，这样有利于增强学生的归属感，很多学校要求学生统一购买的校服，仅为统一标识，并不关注校服的式样，而一些学生也往往穿着不合身的校服，学校为图省事，并不会在校服的款式设计上花什么心思，常会订购一些质地不高的廉价运动服替代校服了事，让学生对校服很有抵触感，其实在21世纪初期之前很多学校女生校服还是以制服裙子为主，自从湖南卫视2005年超级女声带来的中性风（不穿裙子剪短发）以后，基本上很多学校校服均为清一色的运动服。这种现状已经出现了近20年。有極少部分网民甚至认为，中国大陆的校服是比亞洲地區相对来说醜一些的。但也有例外，如深圳的校服则非常受学生的欢迎，许多深圳学生在课堂时间以外也十分喜欢穿校服，深圳校服也流传到了周边城市。2015年4月，深圳校服正式进驻英国博物馆永久收藏。廣州亦有高中開辦特色課程，引入「淑女班」概念，採納了旗袍作為校服，主推「淑女教育」，後來這所中學的女生校服已逐步換裝成淺藍色旗袍，靈感來自香港真光中學的校服。现在一部分学校提供女生夏季校服裙子和裤子各发一份，让她们二选一。浙江嘉兴一些私营学校也有出现“韩式校服”。
有部分学校只规定了上装和裤子必须穿统一的校服，并不特别规定鞋子必须统一着装，造就了追求个性的学生（特别是进入青春期转型阶段的中学生）在选择鞋子方面不惜一掷千金购置昂贵的名牌运动鞋。另外，背包也是学生用以拒绝被统一，张扬个性的装备。而上海东方电视台曾报道过校服有毒的事件，并采访过小学生，称“作为祖国的花朵，我认为我学习上不去，就是因为校服的问题。”此外，也常有學生和家長等反映自己學校夏季校服面料過薄、或顏色過淺而太「透」，導致女生能被看到內衣而尷尬，這經常被懷疑是校方為了省錢而偷工減料，以及採購過程「不透明」，甚至貪污腐敗等，儘管中學裏白色的校服並不少見（包括深圳校服）；有學校因為校服透而規定女生的內衣顏色而引起爭議；人民網則有文章認為「透明校服」會推動「早戀」。
在高等院校，除了警校、军校以及一些特殊專業的學校（如民航類院校）外，大学或學院基本上学生穿着自由，均不存在校服一说。

### 港澳地區

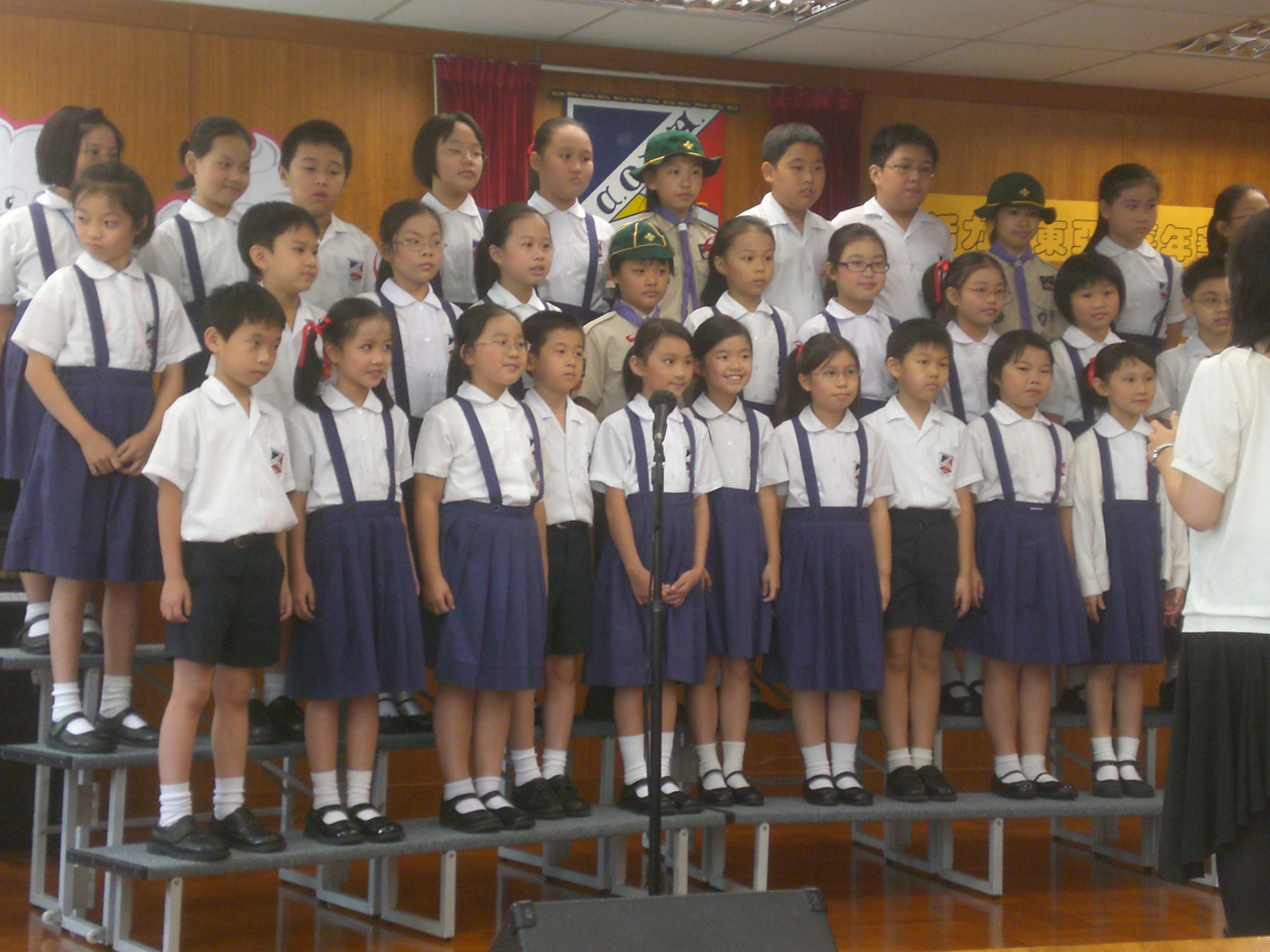
穿著校服的香港小學生，其中女生校服均搭配瑪麗珍鞋。

香港、澳門大多數中小學及幼稚園都需穿校服，款式偏向西式，冬季校服亦與典型的英式校服十分相似。常見的男生校服是襯衫配以西褲，冬季會結上領帶（澳門少部分學校除外）。而女生種類繁多，夏季常見淺色連身裙，有些校服是襯衫配以浅色校裙，也有部分水手服，旗袍。冬季方面，常見是恤衫加上半身裙，多以灰色主，一般還配以蝴蝶結或領帶。通常学校会允许学生穿着学校规定的灰色或深蓝色的针织外套，冬天允许学生穿着学校规定的带有校徽的西装外套。
除了一般校服外，香港學生亦會訂造自己班的班衫，這些班衫將會在班活動時穿的，如陸運會、活動日，都會穿上自己班的班衫。而班衫的款式多以T恤、Polo恤為主，在班衫上多數會印上同該班以及該校有關的訊息，如印上班別及學校名稱以示團結。班衫的款式沒有特定的要求，除了T恤亦可以是外套或風褸。而T恤款的班衫亦有細分很多款，如牛角T恤、有帽中袖T恤、撞色T恤等。而且近期更會有學生要求供應商進行裁布製作服務，裁布製是指供應商會因應要求購買布料，再因應學生要求剪裁布料，印花再車縫。與過往商戶提供的成品衣服相比，這類新式的班衫會比普通的成品衣服印刷更加有自由度。此外，伴隨小班教學的興起，每班學生人數開始減少，市面上大部份的班衫供應商都一同降底班衫的最底起訂數量，取消過往的最底起訂量，改為一件起做。
香港、澳門學校在11月下半月開始更換冬季校服，4月上半月開始更換夏季校服。港澳平常日容許部分學生（一般是中學高年級學生）在中午外出用餐，因此在周一至周五早上9點以前、中午12點至下午2點、下午3點至4點以後經常可以看到中小學生穿著校服在街上。目前港澳和日韓一樣在學期中能夠有比較多的白天時段在街上看到較多學生穿著校服。
近年來由於港澳有越來越多中學畢業生到臺灣就讀大學，因此在臺灣的大學制服日有時可以看到學生穿著港澳校服，且澳門的大學亦有在每年舉辦制服日活動。香港大專院校裏，一些學生會自發性某天集體穿上中學校服上課，作為對結束6年中學生涯的一種緬懷，通常發生在大學開學之初或者大學迎新營（O-Camp）裏。

### 台灣

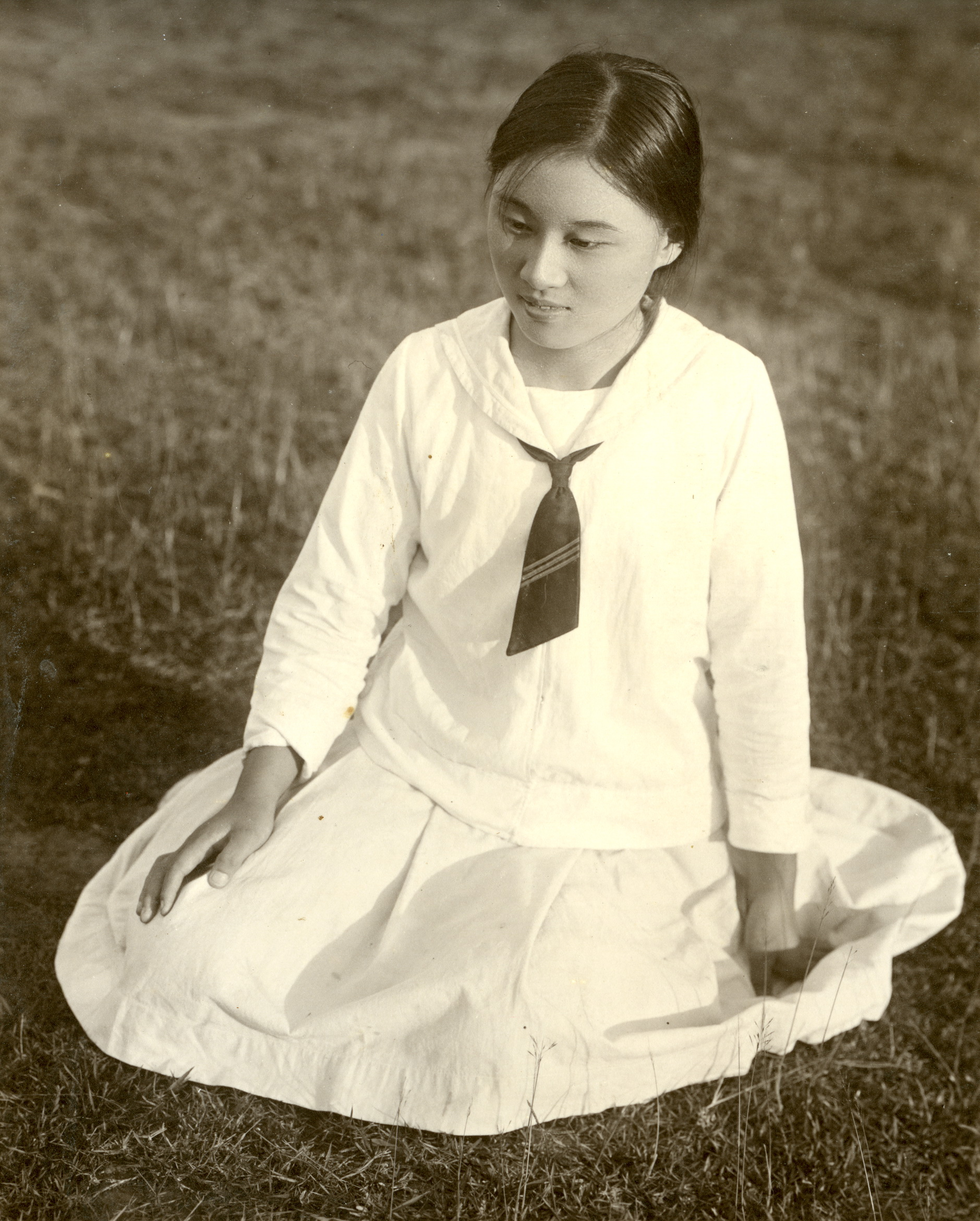
1930年代身穿水手服的台湾女学生（彭瑞麟摄）

校服在台灣又稱為制服。中華民國除了外僑學校以外，國民小学、國民中学、高级中學、高级職業学校與軍校、警校都要穿制服，在國小通常容許一星期中的其中一到兩天可以穿著便服上學。現今台灣非軍警院校的大學中，只有國立高雄餐旅大學規定必須穿著制定的制服到校。
夏季制服中，国小最常見的款式為男生白色短袖襯衫配短裤，女生白短袖襯衫配吊帶百褶裙。国中男生則為短袖襯衫配短褲，女生為短袖襯衫大部分配百摺裙或是褲裙，有部分是日式水手服，不過仍有多數學校擁有獨一無二的制服。公立高中男生為短袖襯衫配長褲，女生為短袖襯衫配運動短褲或百褶裙，也有水手服；而私立高中女生則一定穿著短袖襯衫搭百褶裙。
冬季制服方面，公立學校則多數規定穿著長袖襯衫與長褲，只有私立學校自行規定。早期中華民國戒嚴時期，高中制服規定為卡其服，目前台灣高中裡只剩建国中學、新竹中學、金門高中、臺南一中、大安高工、木柵高工等校仍保有此傳統，其餘的多數高中職均推出自訂的制服樣式，象徵著脫離戒嚴時期的威權統治。
有些學校沒有制定校服，以便服形式到課，全台灣僅三所高中採便服作為校服，由北到南分別為政大附中、建功高中、新港藝術高中。

### 日本
日本於19世紀末引入西式校服，作為現代化的一部份。時至今日，無論公立學校或私校校服都趨向標準化。幼稚園、部分私立小學、初中和高中都要穿着校服。日本小学还要求上下学时戴小黄帽，以保证安全。女子學校亦需穿著校服。
常見的日本女學生校服為水手服，以白色或深色為主，一些校裙會短至膝蓋，配以及膝襪或中統襪，部分學校則改為西裝式的制服。男學生校服通常為全黑的冬季上衣及褲子，夏天則為短袖白色襯衫。校服通常分为夏装与秋装、冬装，只有运动堂才要穿着运动服。動漫作品時常出現華麗、色彩繽紛及超短裙的校服，然而現實中多數學校只會使用色彩較為樸素的校服。

### 韓國
大韩民国中等教育階段學生大多穿校服。除部份私立学校外的大多數初等學校無校服，但中學校起嚴格要求學生穿校服。典型的校服通常包括襯衫、外套與领带，女生穿裙，男生穿褲。常有名人穿此種校服以吸引青少年購買娛樂產品。校服與校園常用於浪漫的場合，因此校服在學生中成為類似时尚的表現。

### 泰國
在泰国，从幼稚园开始到上大学都要必须穿着校服。大部分校服衬衫右胸前都有刺绣校名缩写、学号，有的校服会在左胸口袋上绣学生姓名。高等院校的校服则为职业制服形式，其中男生款式多为白色衬衣搭配黑色西裤，而女生款式则以白色衬衣配上长短裙为主。而非学生穿着校服则可能面临罚锾。

### 新加坡
新加坡的校服款式較為多樣化，常見的款式有西式校服中普遍的深色長褲配白色襯衣的部分私立學校，以及綠色長褲配白色襯衣的一些政府學校。學生自小學到中學一直要穿著校服，在新加坡，學校普遍不設立「便服日」，但在星期五部分學校會有打領帶的要求，如英华中学 (自主)等。
除此之外，新加坡的大學均無穿著校服的要求。

### 馬來西亞
马来西亚在19世纪末独立之前一直使用西式校服。现在，校服在私立和公立学校非常普遍，所有的马来西亚学生均需要穿着校服。

### 英國
英国的校服是世界上最早的校服。傳統的英国男生校服是深色長褲和淺色襯衣。校服在英國極為普遍。基本上所有公共、國立和非教會開辦之學校之學生均須穿著類似的校服，部份學校对校服有更严格的要求。學生大多需要從一年级（四至五歲）至十一年级穿着校服。

### 德國
二战前德国校服非常普遍并受到纳粹的普遍影响，被認為是軍國主義的標誌。在1980年和1990年之间，校服近乎绝迹。一些学校又开始使用校服，是因为校服在学习方面的积极作用和防止攀比现象。

### 迦納
迦納的所有學生都須穿制服。
對於貧困家庭，政府有公共計畫以提供購買校服的經濟援助。2010年，在Tarkwa Nsuaem（迦納一直轄市，嚴重貧困的礦業城市），政府已發配8000件校服給有需要的學生。

### 委內瑞拉
委內瑞拉法令規定，所有學校級別的學生皆須穿著校服。下身的部分，男學生穿著深藍色長褲，女學生則穿著深藍色裙子或長褲。上身的部分，皆為短袖襯衫，依據教育級別而有不同的顏色，托兒所為黃色襯衫，幼稚園為紅色襯衫，一至六年級為白色襯衫，七至九年級為亮藍色襯衫，十至十一年級為米色襯衫。而所有學生制服上都必須別上兩個徽章，其一為校徽，其二為委內瑞拉國徽。除此之外，還須掛上附有學生證的頸帶。

## 各地校服图集

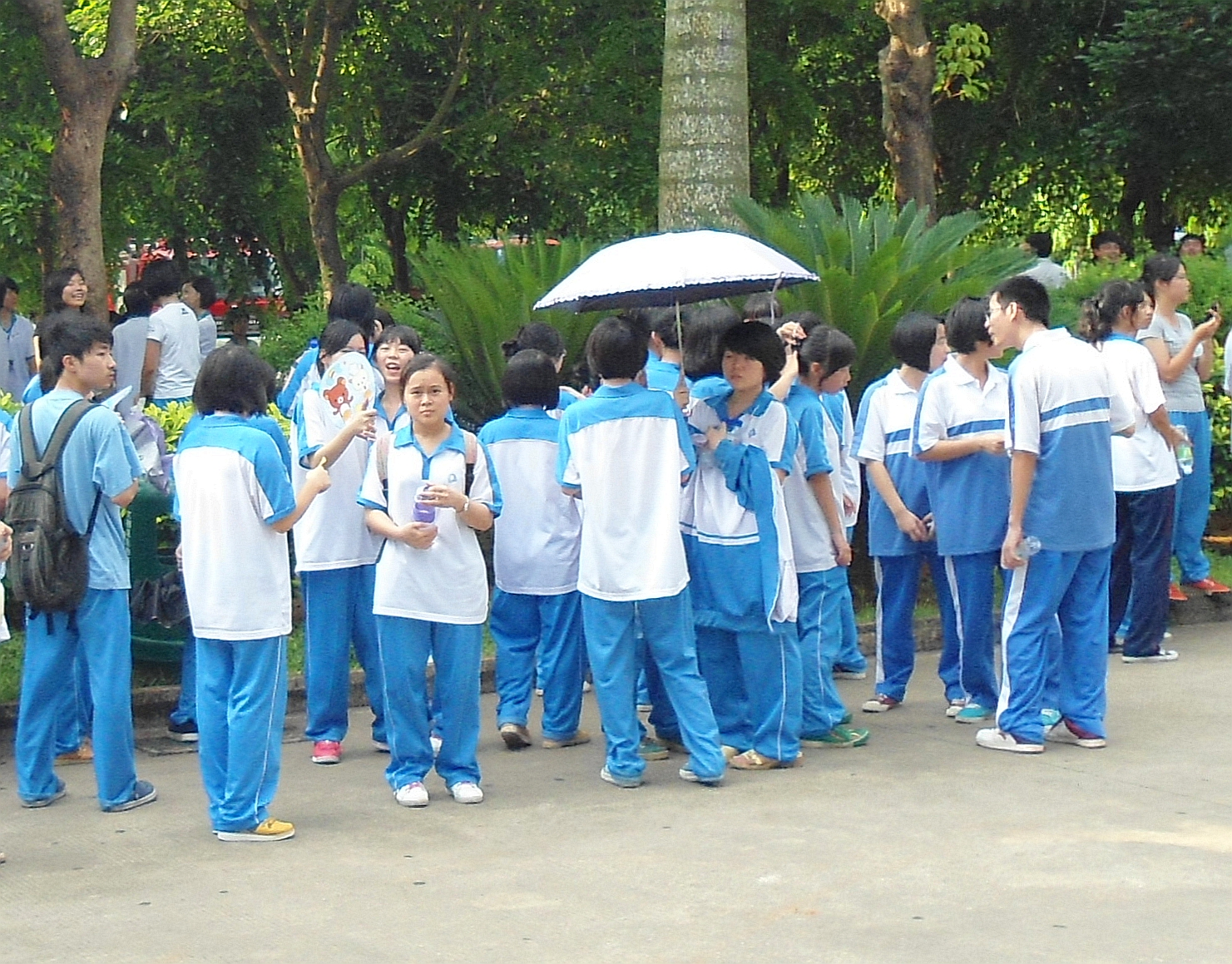
中國海南省海口市的高中学生
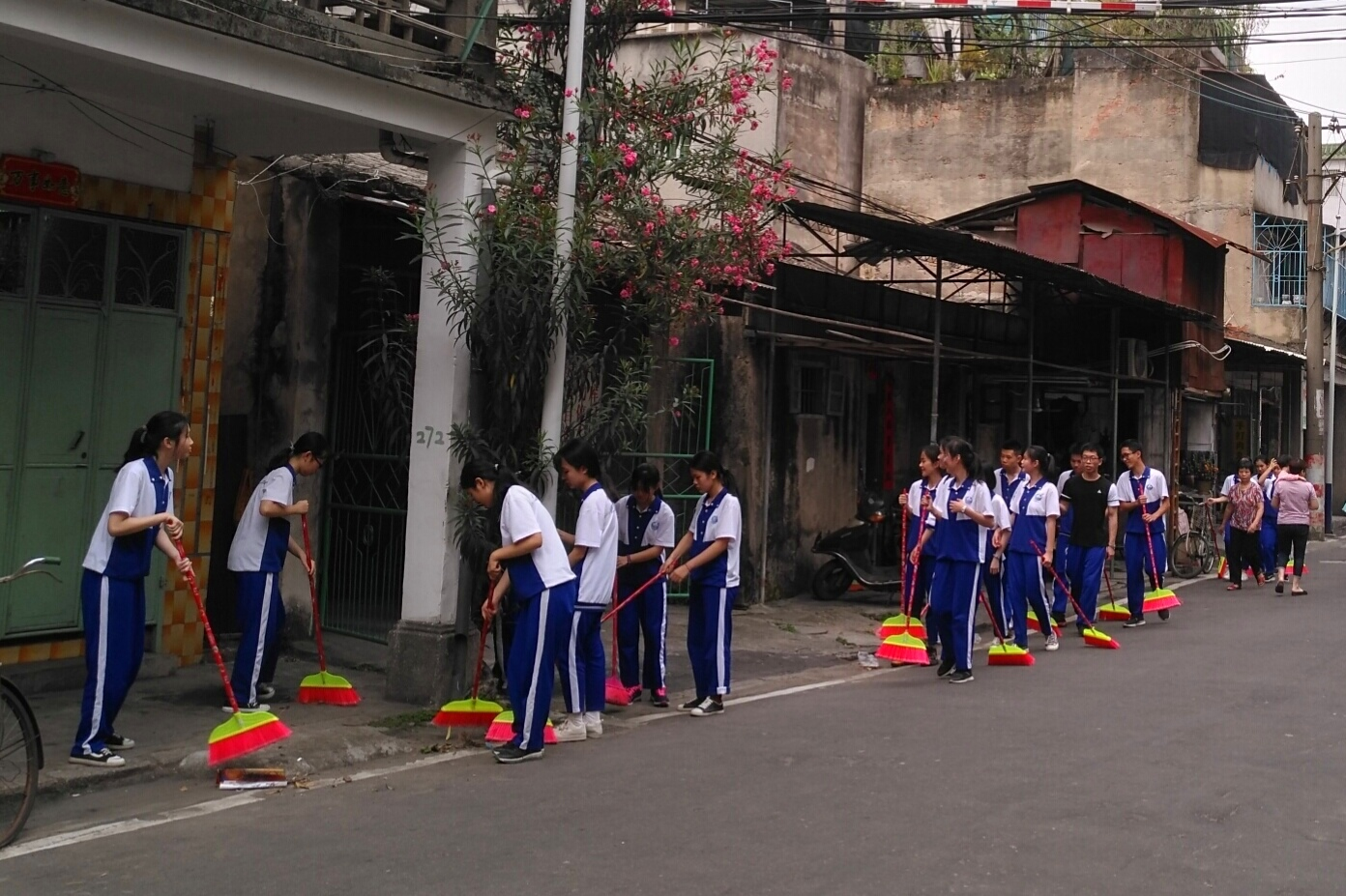
中国广东省潮州市的高中学生
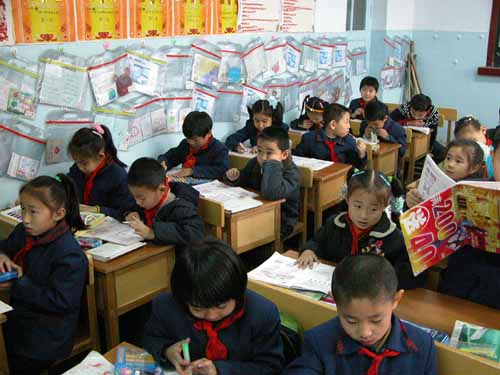
中國新疆維吾爾自治區的小学生
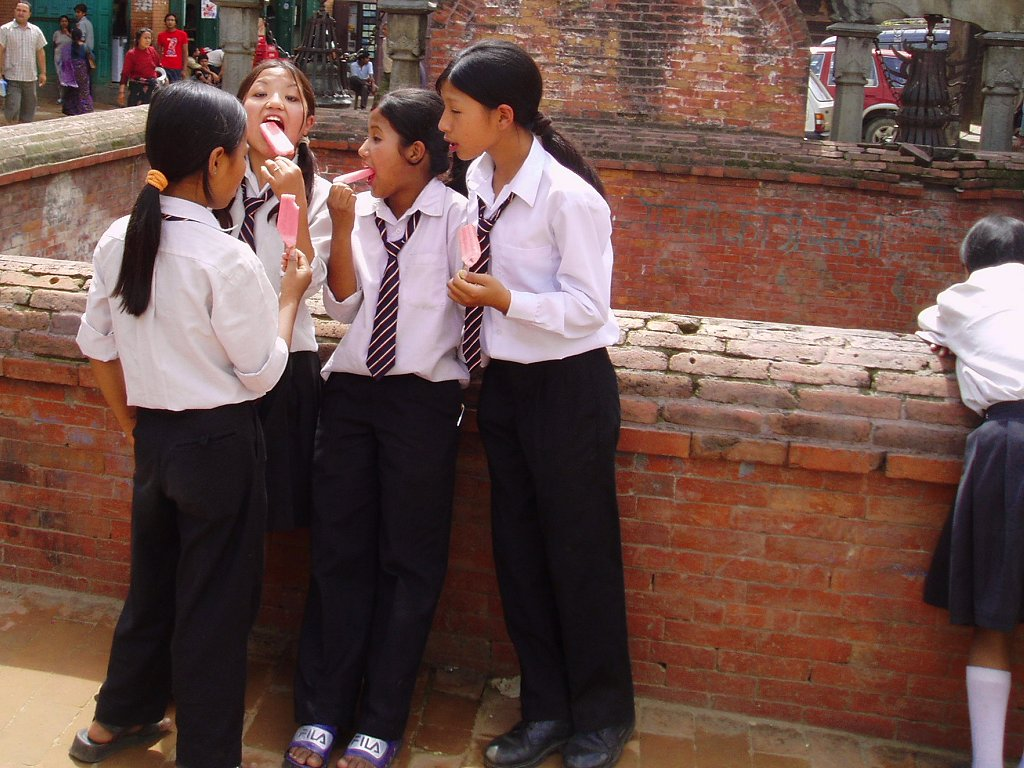
印度巴克塔普尔的女學生
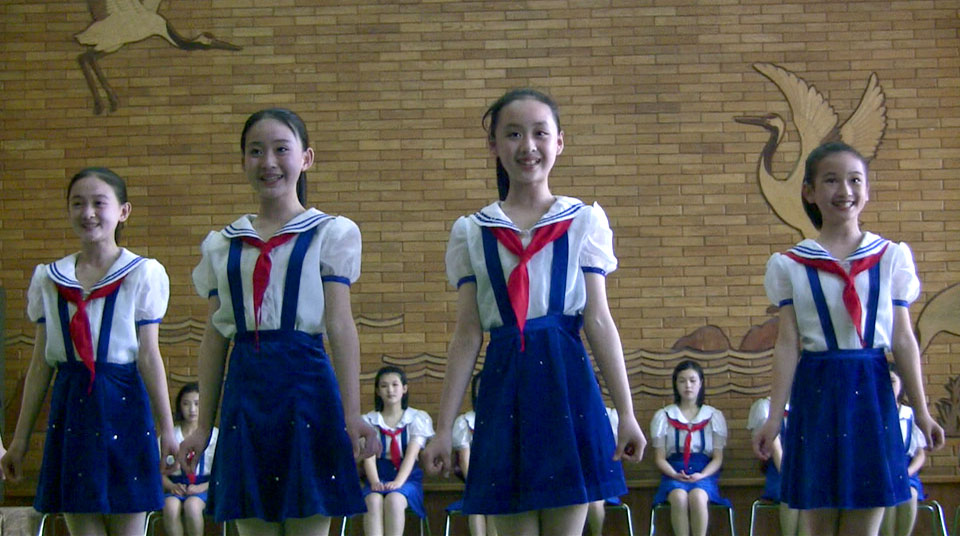
在朝鲜平壤萬景台學生少年宮穿水手领校服的女学生
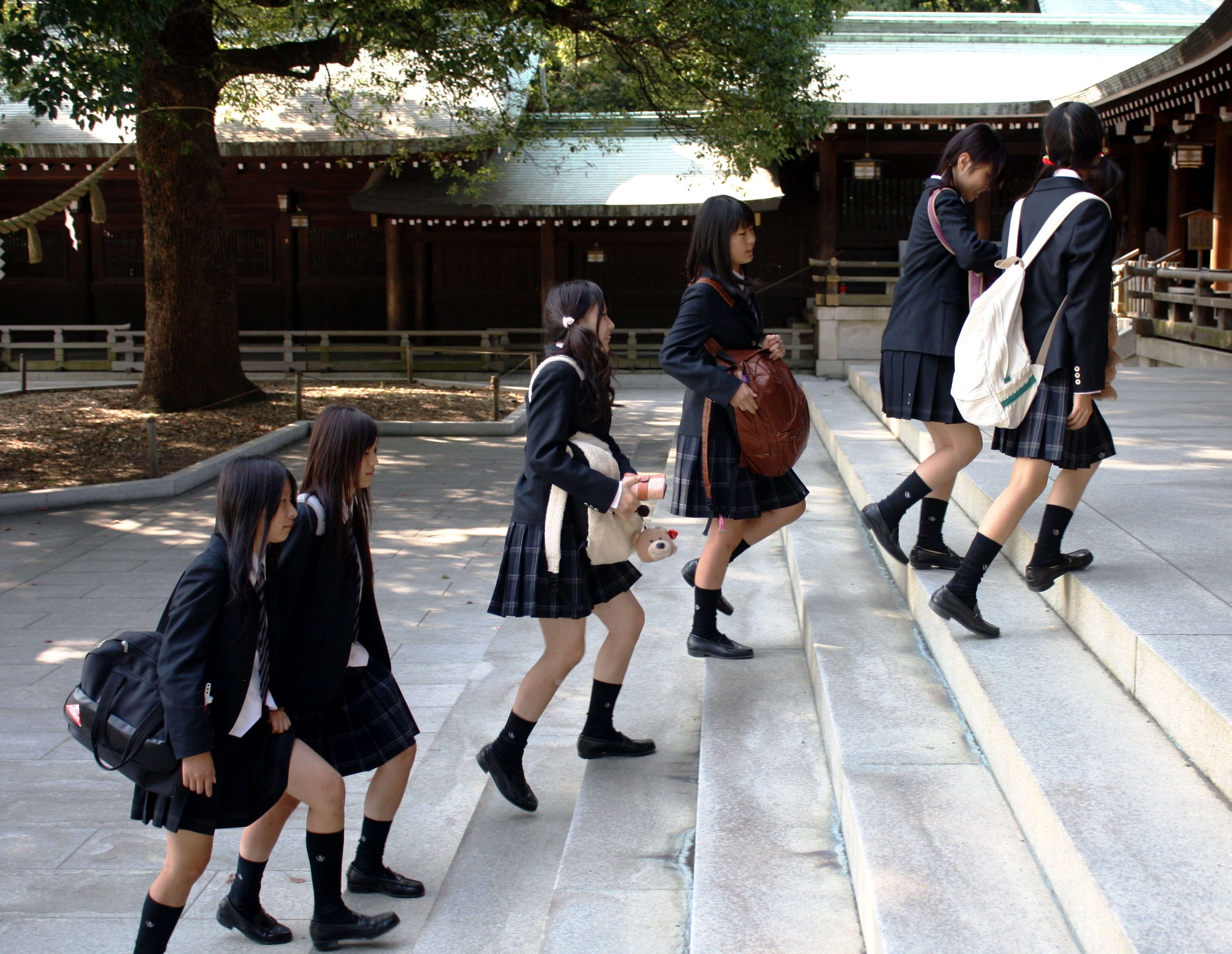
穿著日式學生服的日本高中女學生
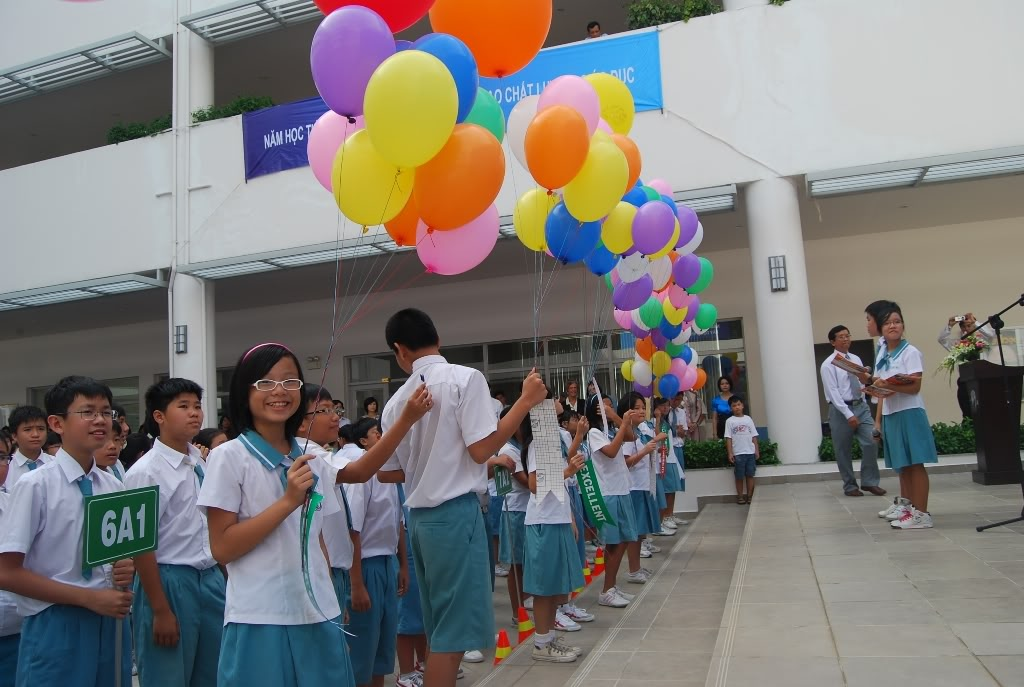
越南胡志明市的中学生
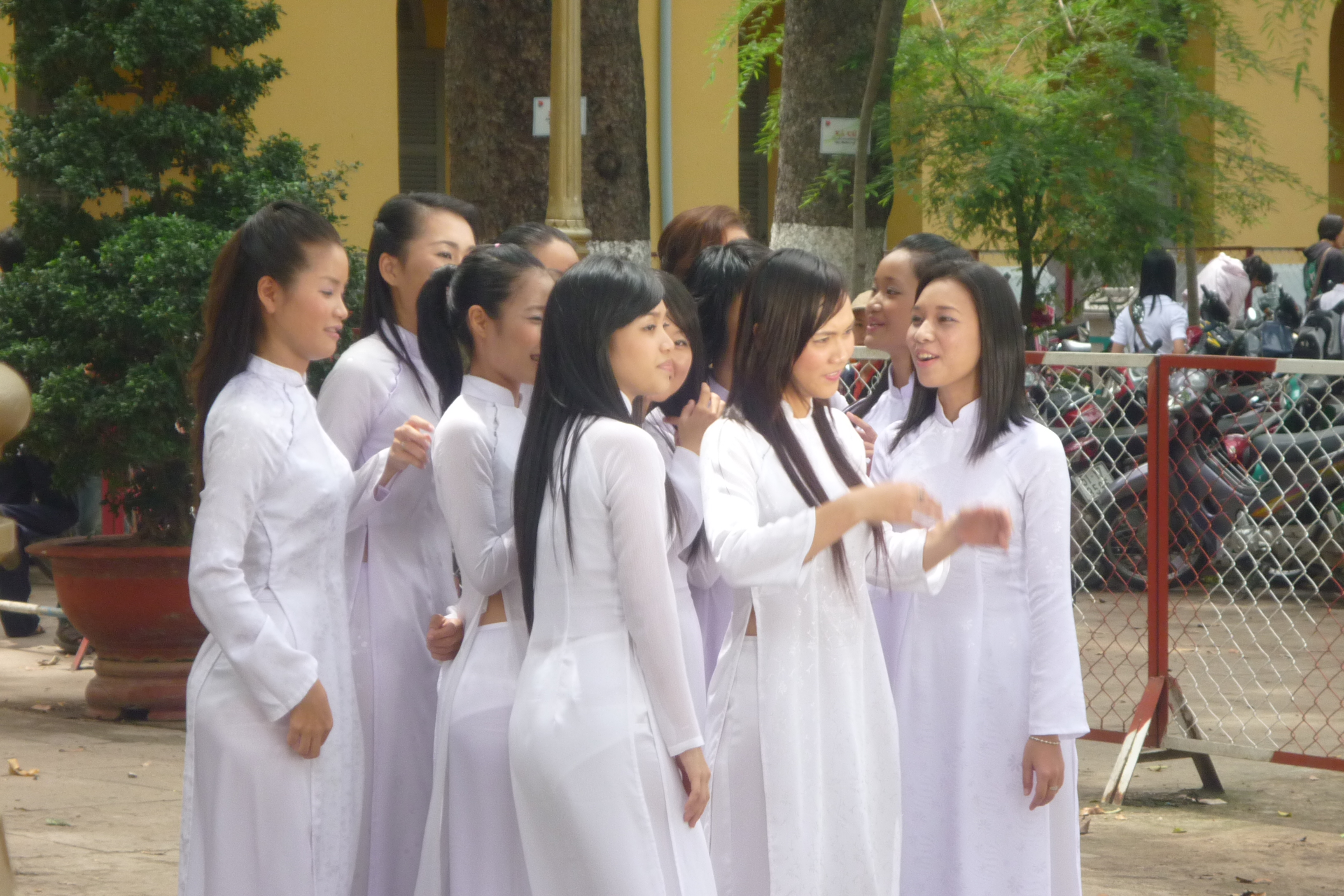
越南西贡大学的学生
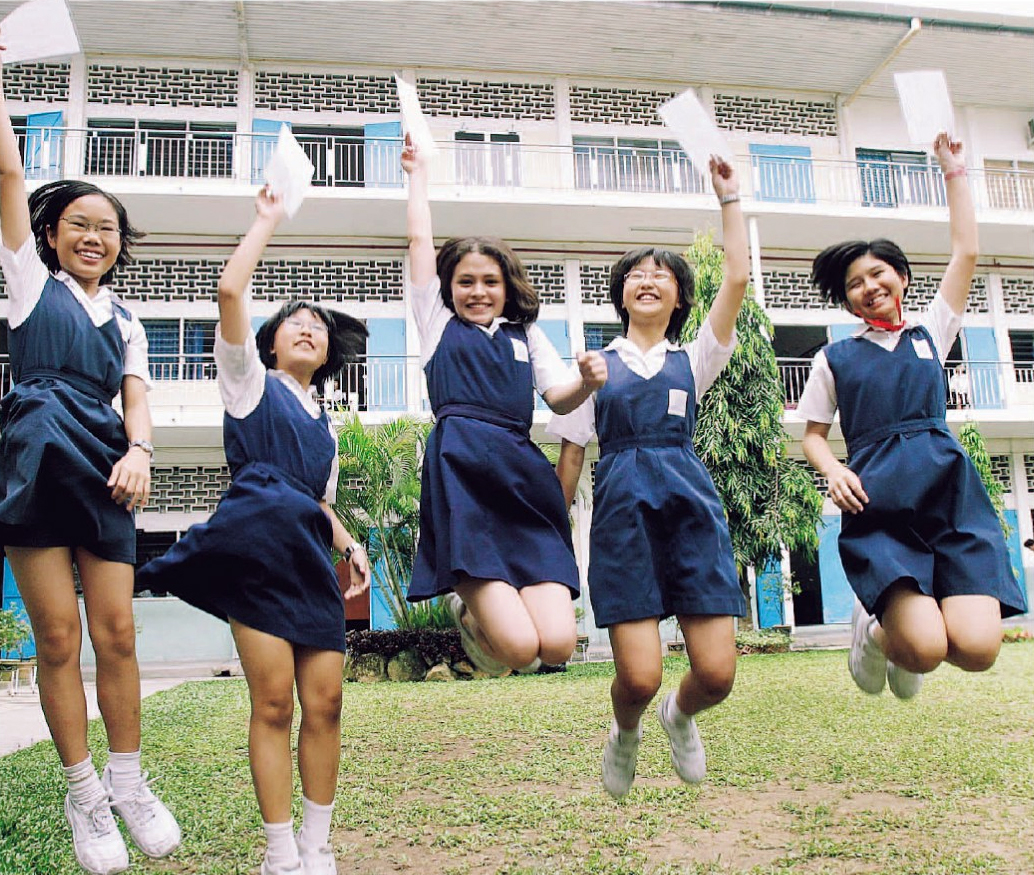
马来西亚的小学生
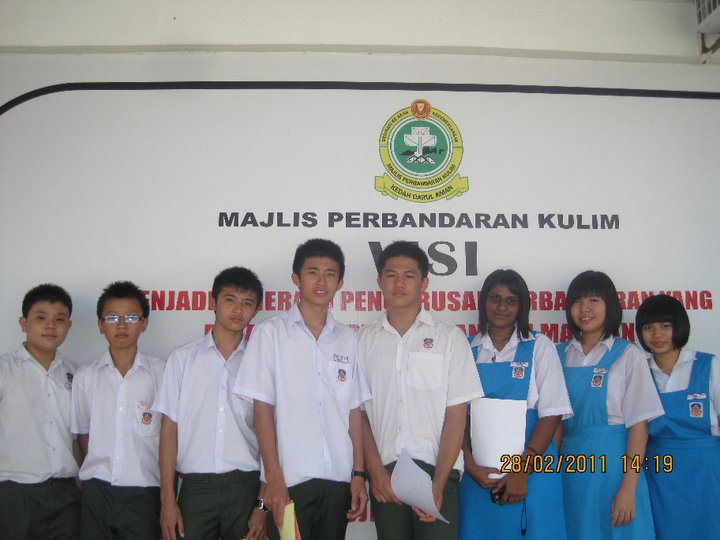
马来西亚的中学生
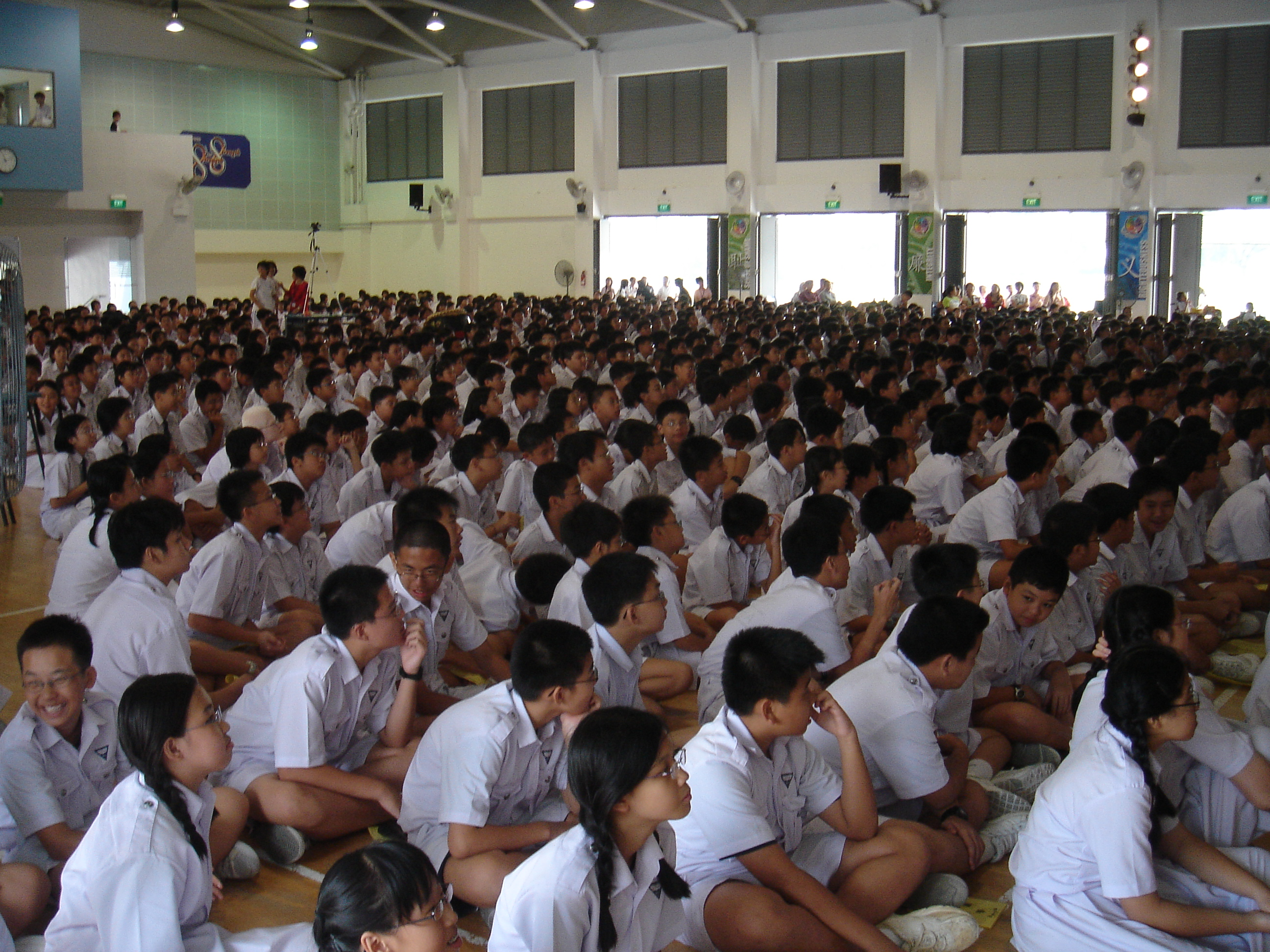
新加坡的中学生
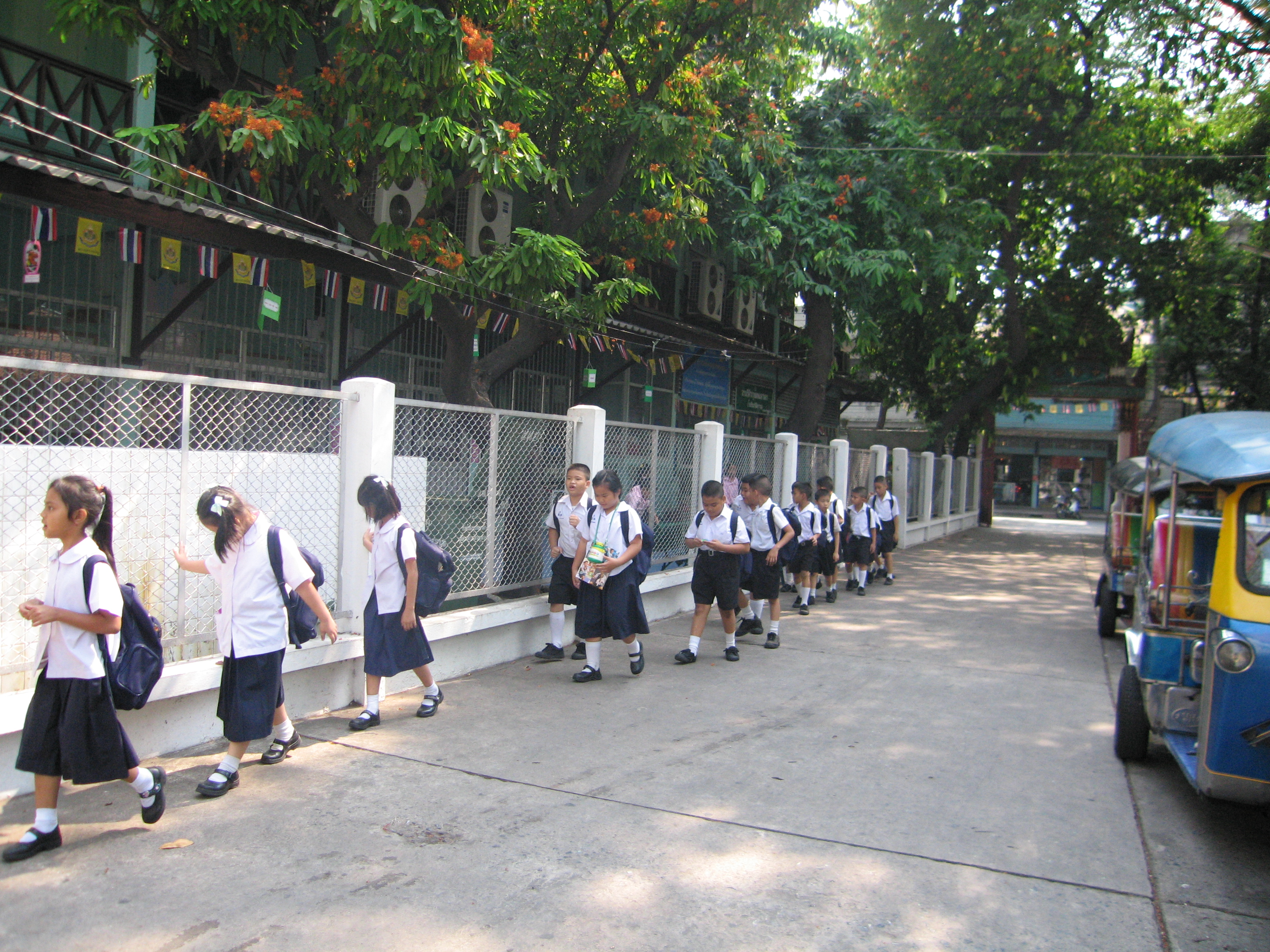
泰国曼谷的小学生
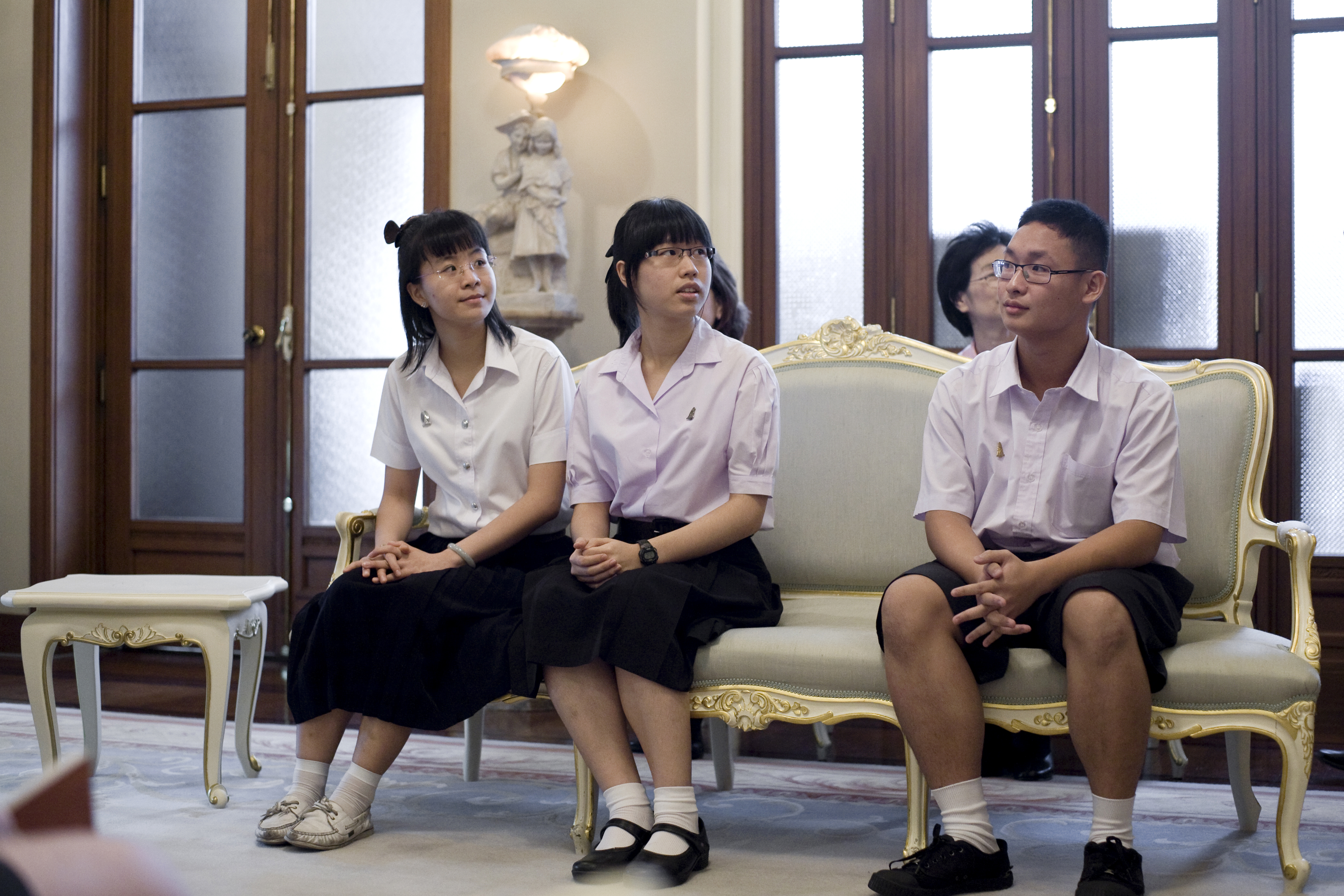
泰国的高中生制服
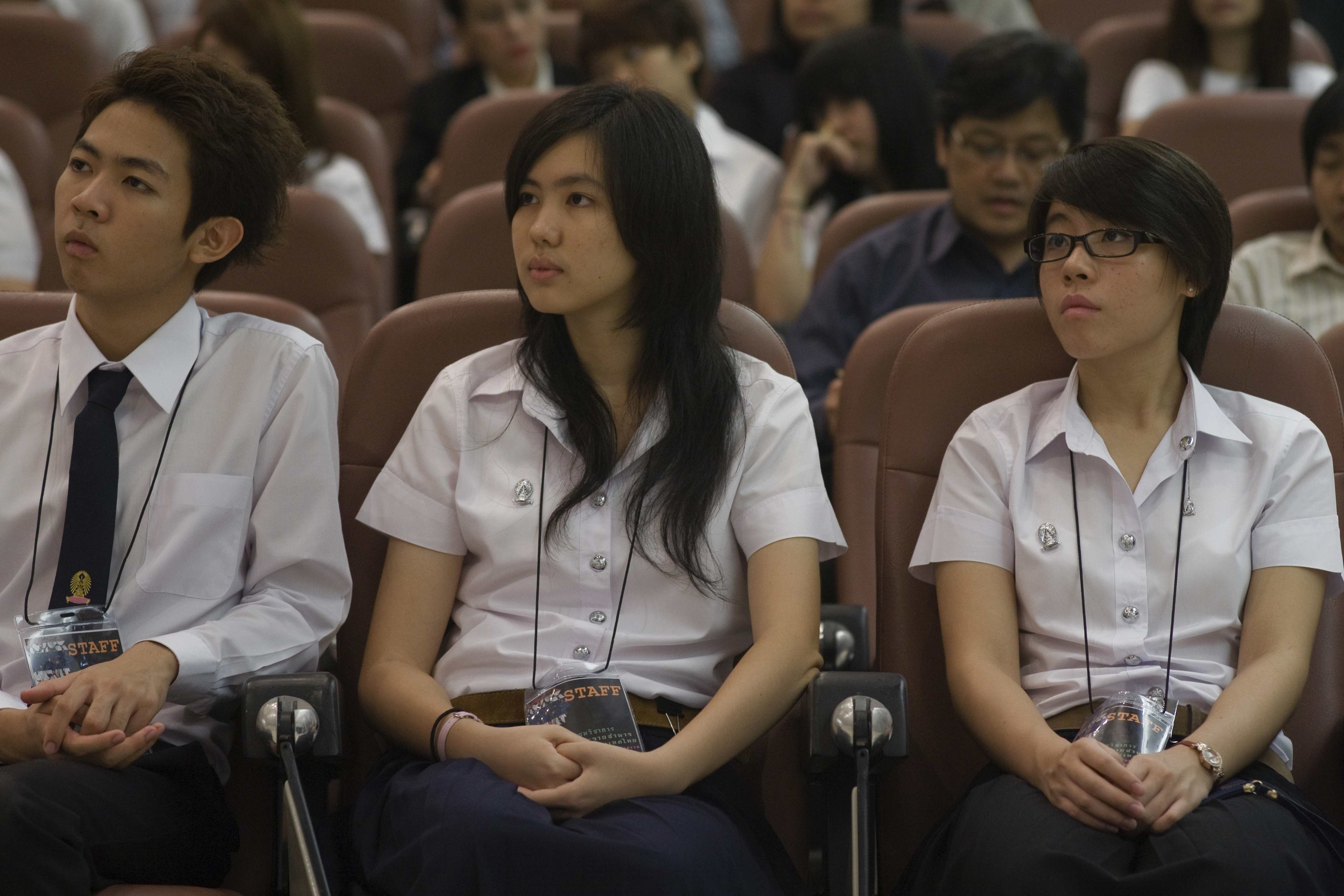
泰国朱拉隆功大学制服
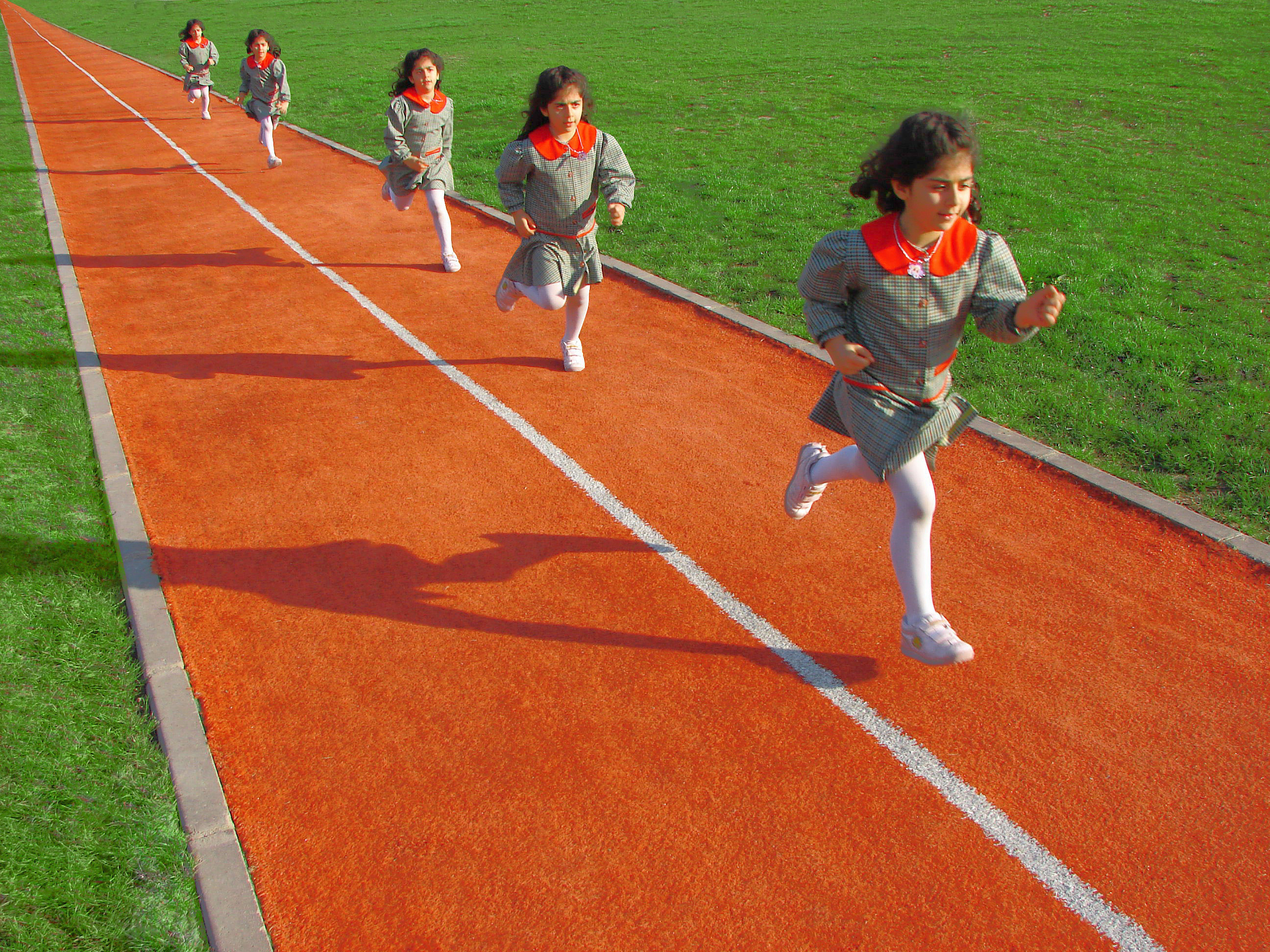
土耳其的小学生
英國的女學生
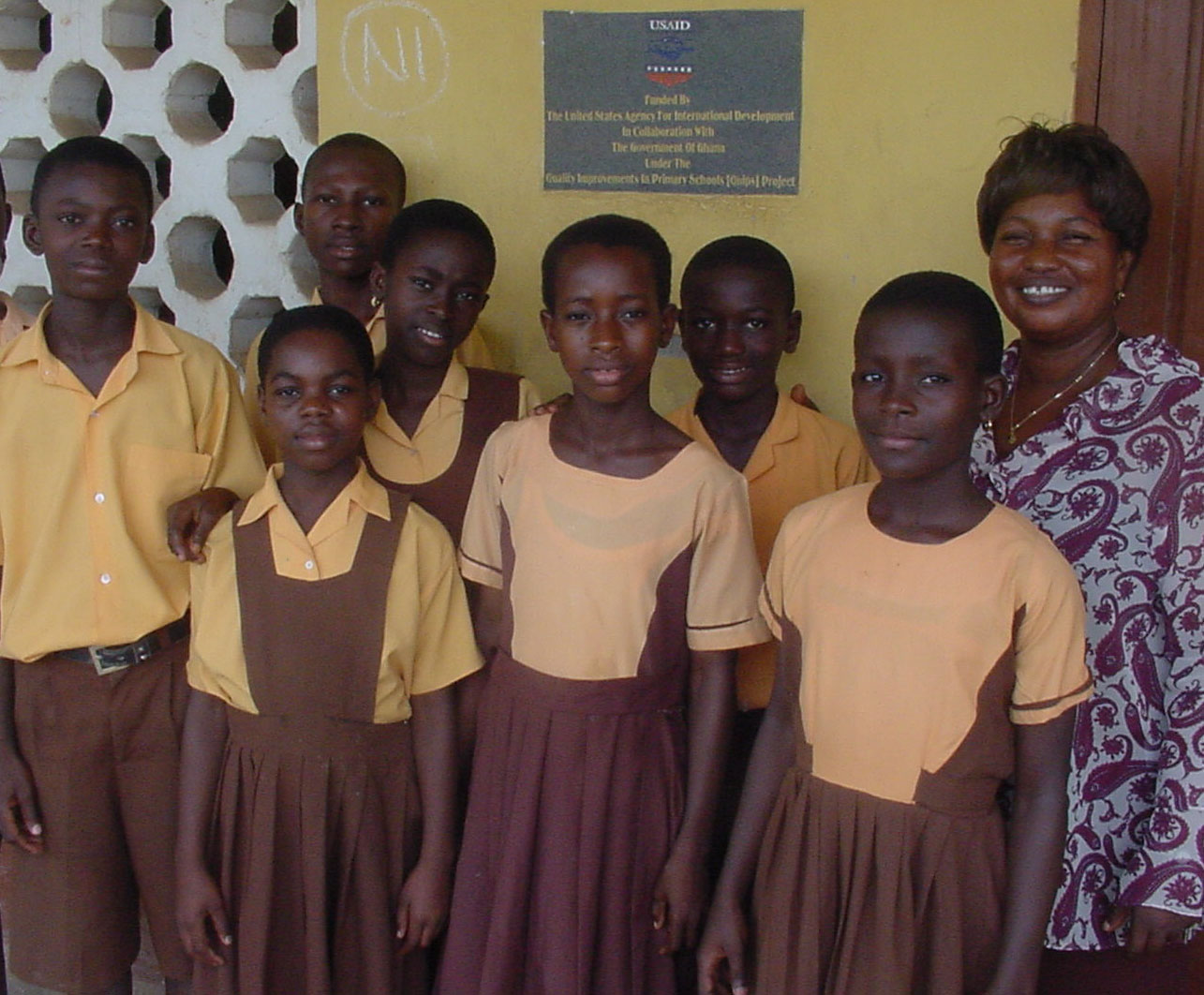
穿著制服的迦納學生
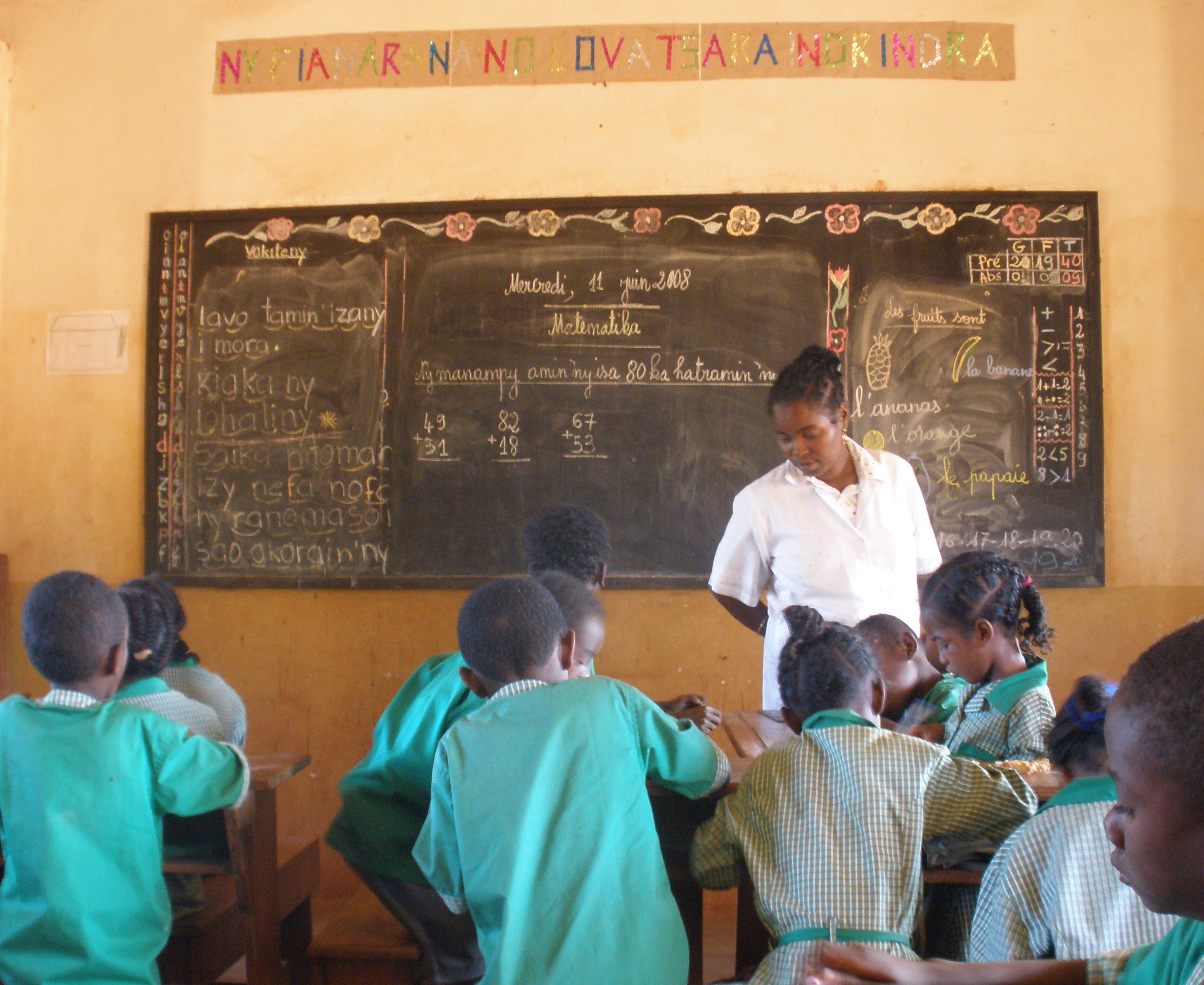
马达加斯加的小学生
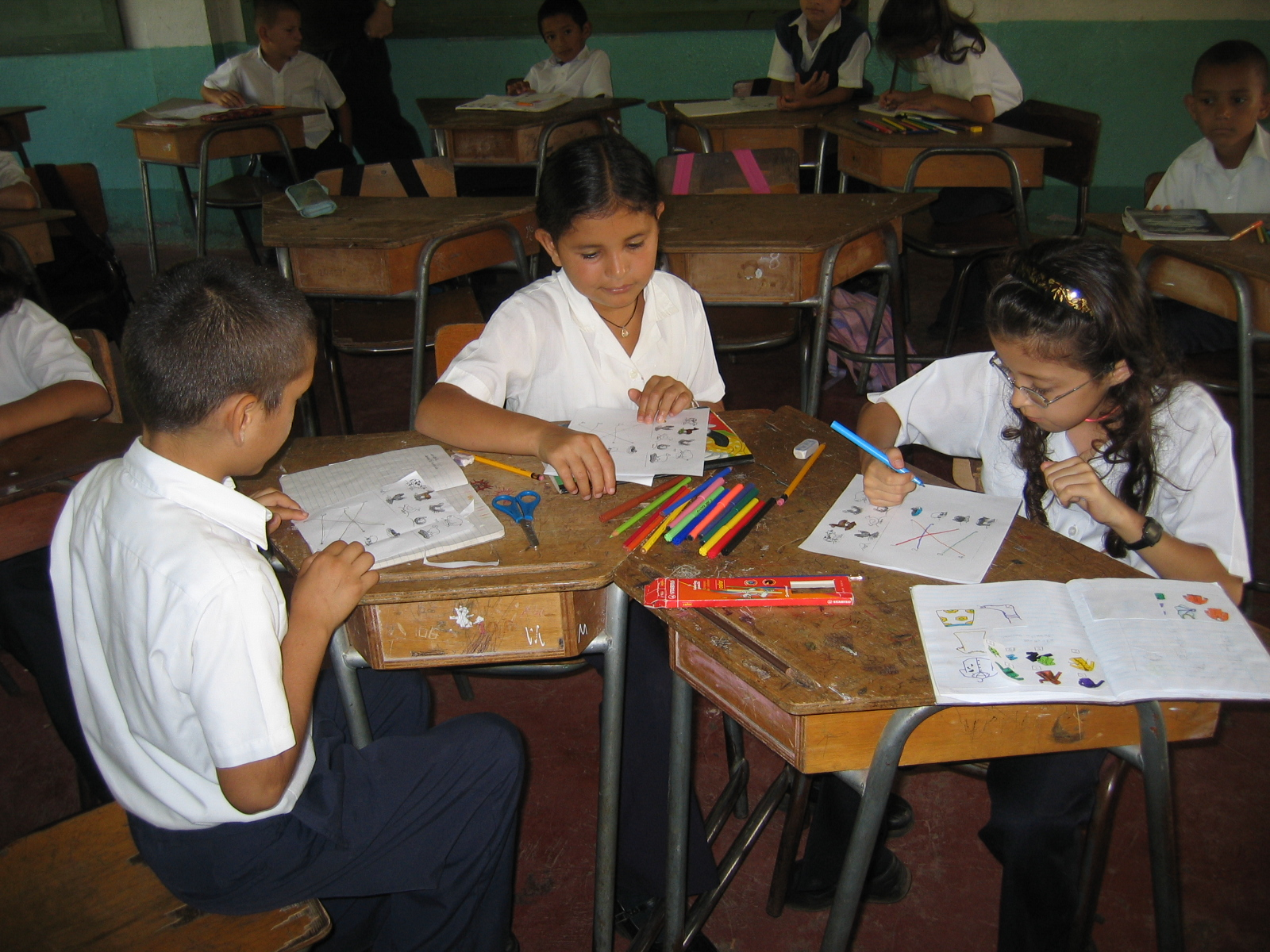
哥斯达黎加的小学生
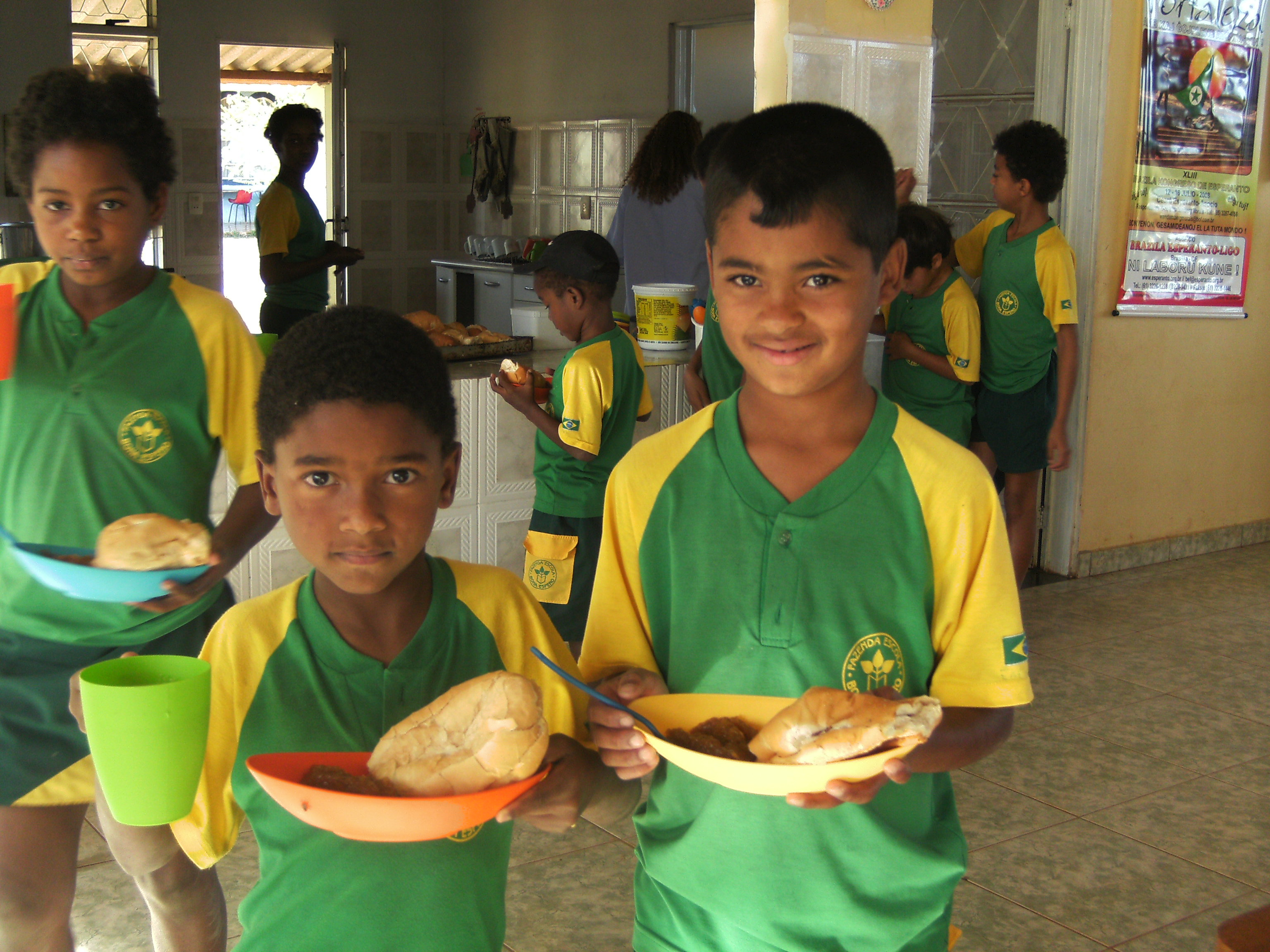
巴西的小学生
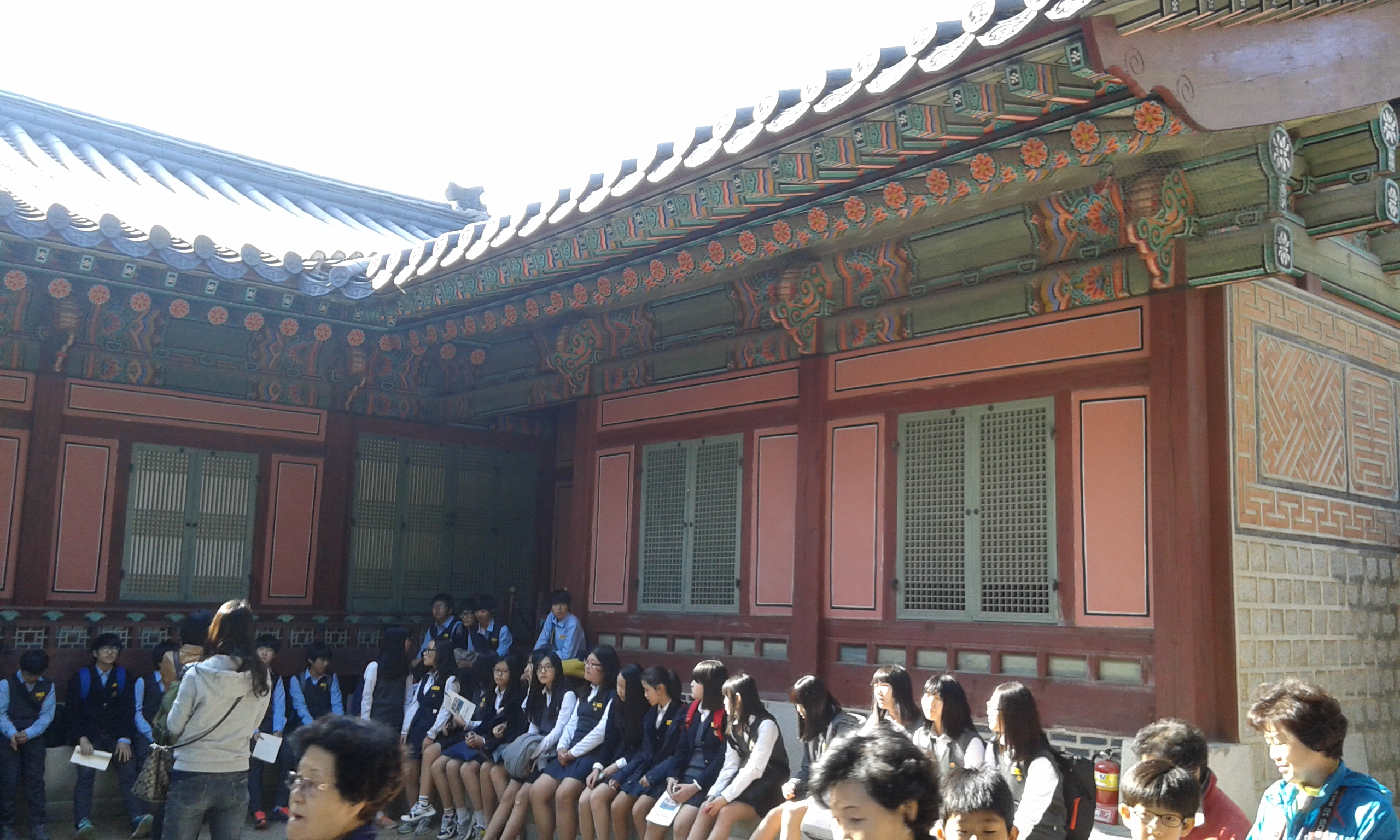
南韓學生
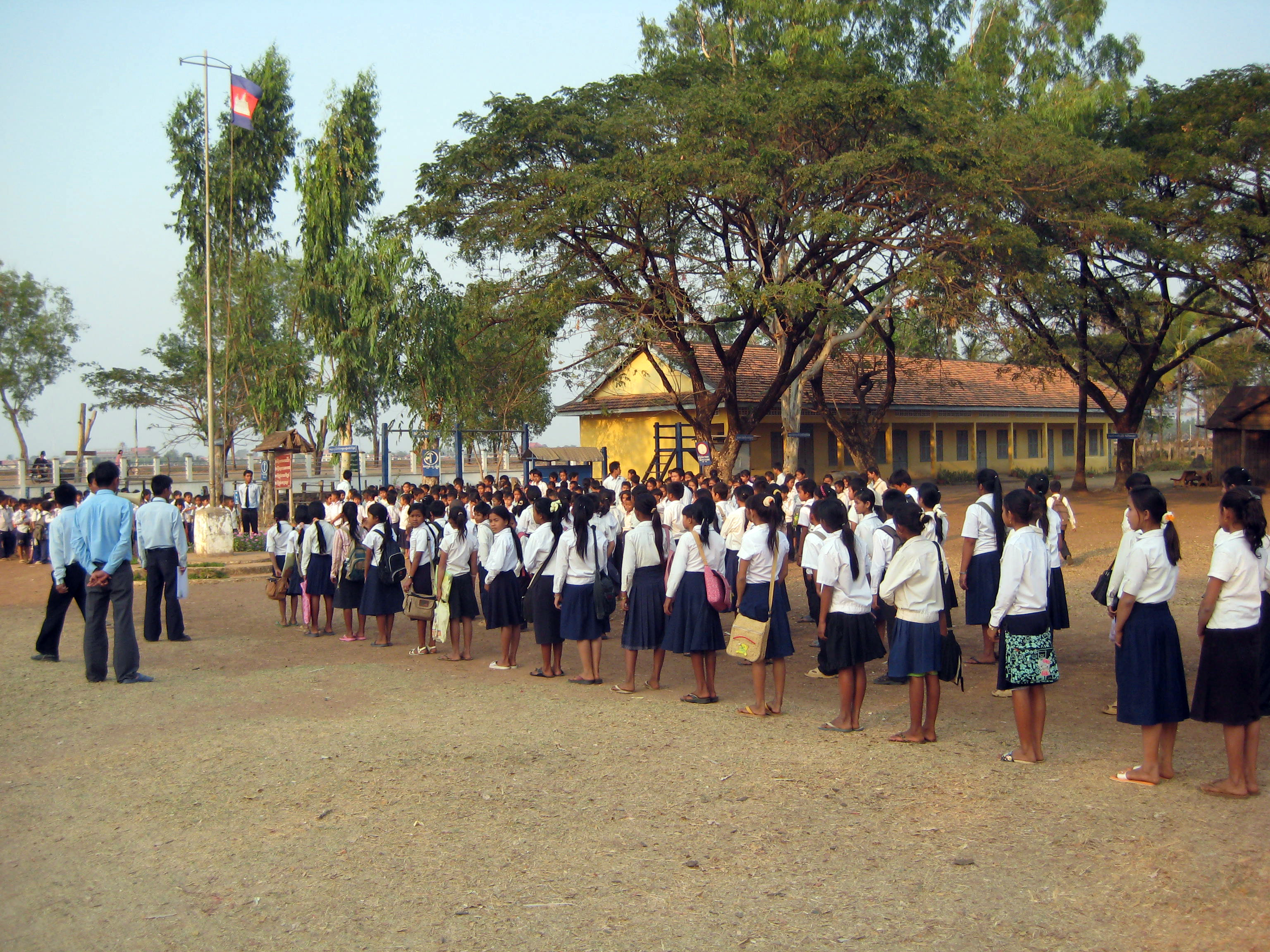
柬埔寨學生
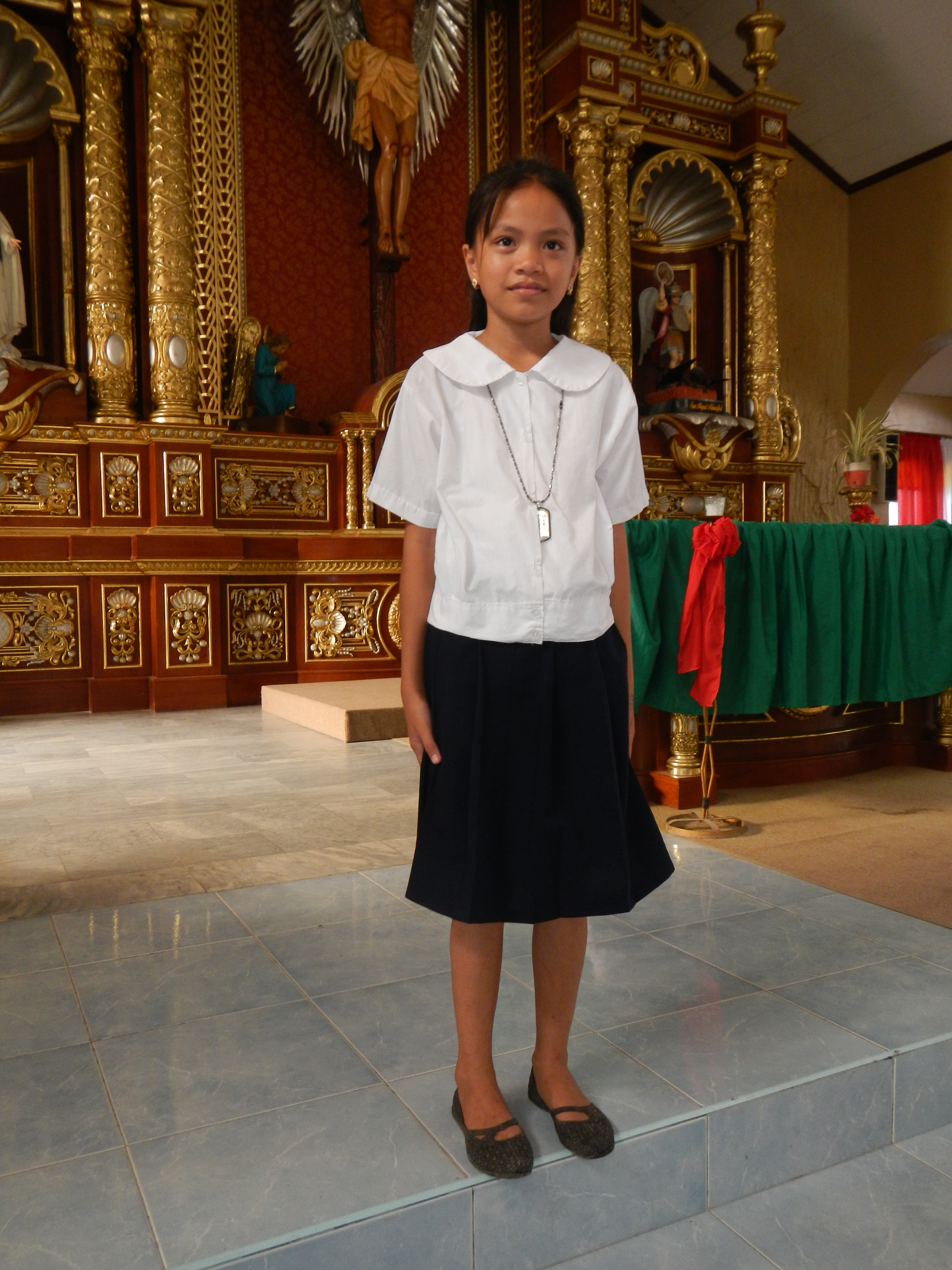
菲律宾八打雁省的女学生

### 引用
1. ↑  Ryan Yeung. . 2009-10-22  [2021-02-15]. doi:10.1177/0895904808330170. （原始内容存档于2020-11-14）.
2. ↑  David L. Brunsma &Kerry A. Rockquemore. . The Journal of Educational Research. 1998, 92 (1): 53–62  [2021-02-15]. doi:10.1080/00220679809597575. （原始内容存档于2020-11-27）.
3. ↑  Chris Baumann , Hana Krskova. . International Journal of Educational Management. 2016-08-08, 30 (6): 1003–1029  [2021-02-15]. doi:10.1108/IJEM-09-2015-0118. （原始内容存档于2021-01-27）.
4. ↑  Elisabetta Gentile, Scott A. Imberman. . Journal of Urban Economics. 2012-01, 71 (1): 1–17  [2021-02-15]. doi:10.1016/j.jue.2011.10.002. （原始内容存档于2021-01-27）.
5. ↑  Ann Bodine. . The Journal of Educational Research. 2003, 97 (2): 67–71  [2021-02-15]. doi:10.1080/00220670309597509. （原始内容存档于2021-12-21）.
6. ↑  Kathleen Kiley Wade, Mary E. Stafford. . Education and Urban Society. 2003-08-01, 35 (4): 399–420  [2021-02-15]. doi:10.1177/0013124503255002. （原始内容存档于2020-11-09）.
7. ↑  Denise-Marie Ordway. . Journalist's Resource.   [2021-02-15]. （原始内容存档于2020-12-03）.
8. 1 2 3 4  . 凤凰卫视. 2014-05-31  [2014-06-02]. （原始内容存档于2020-12-01）.
9. ↑  . 猫扑新闻专题. 2010-10-24  [2010-10-30]. （原始内容存档于2010-10-24）.
10. ↑  . 人民网-观点频道-人民政协网.   [2015-04-11]. （原始内容存档于2015-09-24）.
11. ↑  . 文匯報. 2016-05-27  [2019-05-04]. （原始内容存档于2016-05-28）.
12. ↑  . 网易新闻. 2009-08-19  [2010-10-30]. （原始内容存档于2021-01-07）.
13. ↑  . hebei.hebnews.cn.   [2020-07-12]. （原始内容存档于2021-01-07）.
14. ↑  . www.xinhuanet.com.   [2020-07-13]. （原始内容存档于2020-10-24）.
15. 1 2  . news.sohu.com.   [2020-10-19]. （原始内容存档于2021-01-07）.
16. ↑  . www.wenmi.com.   [2020-10-19]. （原始内容存档于2021-01-07）.
17. ↑  . news.ifeng.com.   [2020-10-19]. （原始内容存档于2021-01-07）.
18. ↑  . views.ce.cn.   [2020-07-12]. （原始内容存档于2021-01-07）.
19. ↑  . opinion.people.com.cn.   [2020-10-19]. （原始内容存档于2021-01-07）.
20. ↑  . 蘋果日報.   [2017-03-03]. （原始内容存档于2017-09-17） （中文（臺灣））.
21. ↑  . 韓國學中央研究院.   [2013-10-09]. （原始内容存档于2017-08-19）.
22. ↑  . NAVER.   [2013-10-10]. （原始内容存档于2013-10-15）.
23. ↑  . 韓民族日報. 2008-11-12  [2013-10-10]. （原始内容存档于2018-09-29）.
24. ↑  汪淼. . 留学. 2015, (18): 70–71  [2024-09-07]. （原始内容存档于2024-09-07）.
25. ↑  BBC. . 2023-03-10  [2024-09-07]. （原始内容存档于2024-09-07） （泰语）.
26. ↑  . CBBC Newsround (BBC). 19 July 2005  [2013-01-16]. （原始内容存档于2021-01-07）.
27. ↑  Agebewode, Samuel. . The Ghanaian Chronicle (Accra). 18 December 2010  [2013-01-16]. （原始内容存档于2012-10-19）.
28. ↑  . NewsHour. PBS. 2001  [2013-01-16]. （原始内容存档于2012-11-14）.
29. ↑  . The Ghanaian Chronicle (Accra). 10 February 2011  [2013年1月16日]. （原始内容存档于2012年6月6日）.
30. ↑  .   [2013-01-16]. （原始内容存档于2021-01-07）.
31. ↑  .   [2013-01-16]. （原始内容存档于2020-10-02）.